# علم السموم البيئية والكيمياء (دورية)
علم السموم البيئية والكيمياء هي دورية علمية شهرية متخصصة في علم السموم البيئية والكيمياء البيئية تصدر باللغة الإنجليزية ويكتبها متخصصون في علوم البيئة وعلم السموم البيئية وعلم كيمياء البيئة.
تأسست دورية علم السموم البيئية والكيمياء في عام 1982 حين بدأ الناشر ويلي بلاكويل في نشرها بالاشتراك مع جمعية علم السموم البيئية والكيمياء. كان س. وورد من جامعة رايس هو أول من ترأس تحرير الدورية فور تأسيسها في عام 1982، ويرأس تحرير الدورية حاليا ج. أ. بيرتون الابن من جامعة ميشيغان.
وفقًا لتقارير Journal Citation Reports ، بلغ عامل تأثير دورية علم السموم البيئية والكيمياء في عام 2020 وفقا لتقارير الاستشهاد بالمجلات 3.742، مما جعلها تحتل المرتبة 107 من بين 274 دورية في فئة العلوم البيئية، وتحتل المرتبة 37 من بين 93 دورية متخصصة في فئة علم السموم.